# Rămăzan, Rîșcani
Rămăzan este un sat din cadrul orașului Rîșcani din raionul Rîșcani, Republica Moldova.

## Demografie

### Structura etnică
Structura etnică a satului conform recensământului populației din 2004:
| Grup etnic         | Populație | % Procentaj |
| ------------------ | --------- | ----------- |
| Ucraineni          | 532       | 90,02%      |
| Moldoveni / Români | 37        | 6,26%       |
| Ruși               | 19        | 3,21%       |
| Polonezi           | 1         | 0,17%       |
| Alții              | 2         | 0,34%       |
| Total              | 591       | 100%        |